# Acantholomidea
Acantholomidea is een geslacht van wantsen uit de familie van de Scutelleridae (Pantserwantsen). Het geslacht werd voor het eerst wetenschappelijk beschreven door Sailer in 1945.

## Soorten
Het genus bevat de volgende soorten:

- Acantholomidea denticulata (Stål, 1870)
- Acantholomidea porosa (Germar)